# Chorro Grande
El Chorro Grande es una cascada situada en la zona central de la sierra de Guadarrama (sierra perteneciente al sistema Central), concretamente en la vertiente noroeste de la sierra. Se ubica en el término municipal de Palazuelos de Eresma, en la provincia española de Segovia.

## Descripción
Esta es la cascada más alta de toda la sierra de Guadarrama. El salto está dividido en tres tramos, interrumpidos por pequeñas pozas, y juntos suman 80 metros de caída casi vertical. Se halla en una zona escarpada rodeada de un bosque de pino silvestre y a 1530 metros de altitud. Esta cascada pertenece al arroyo del Chorro, un afluente del río Eresma. A este salto de agua se llega por un camino que sale de La Granja y que asciende hacia el noreste durante 3 km. 

## Galería

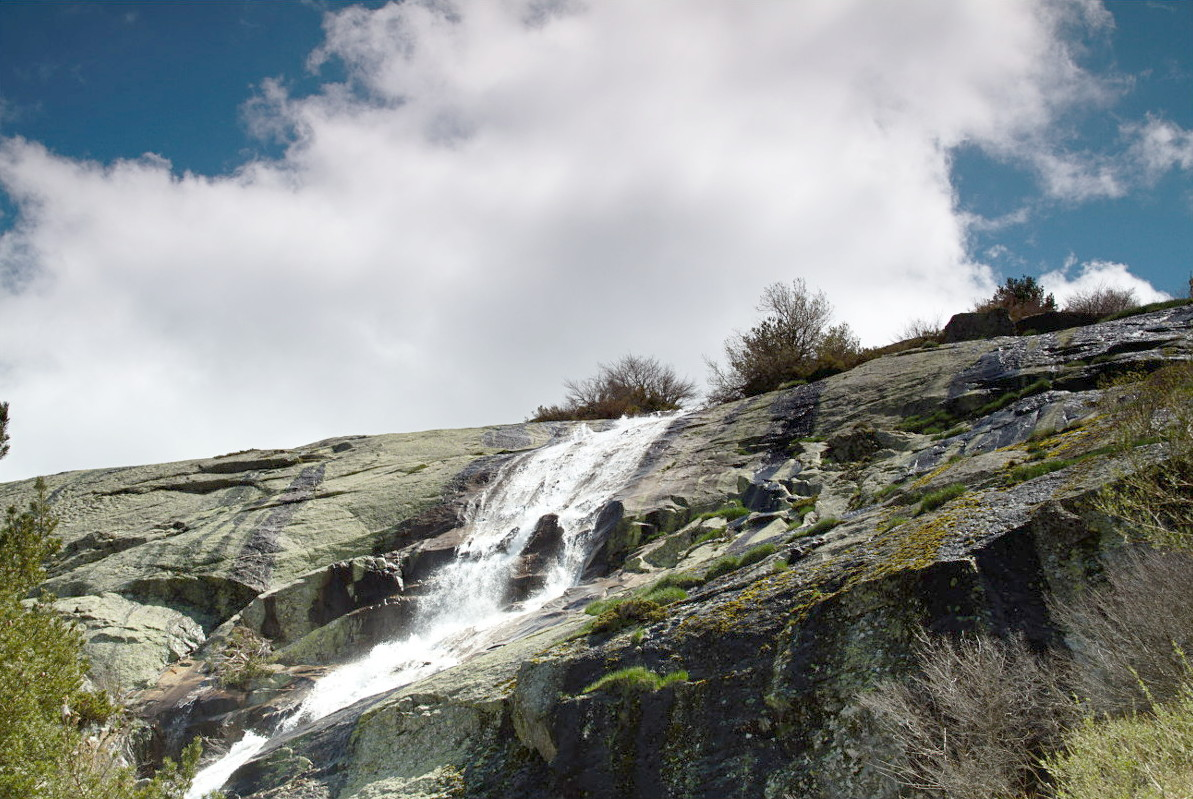
Chorro Grande, tramo bajo.
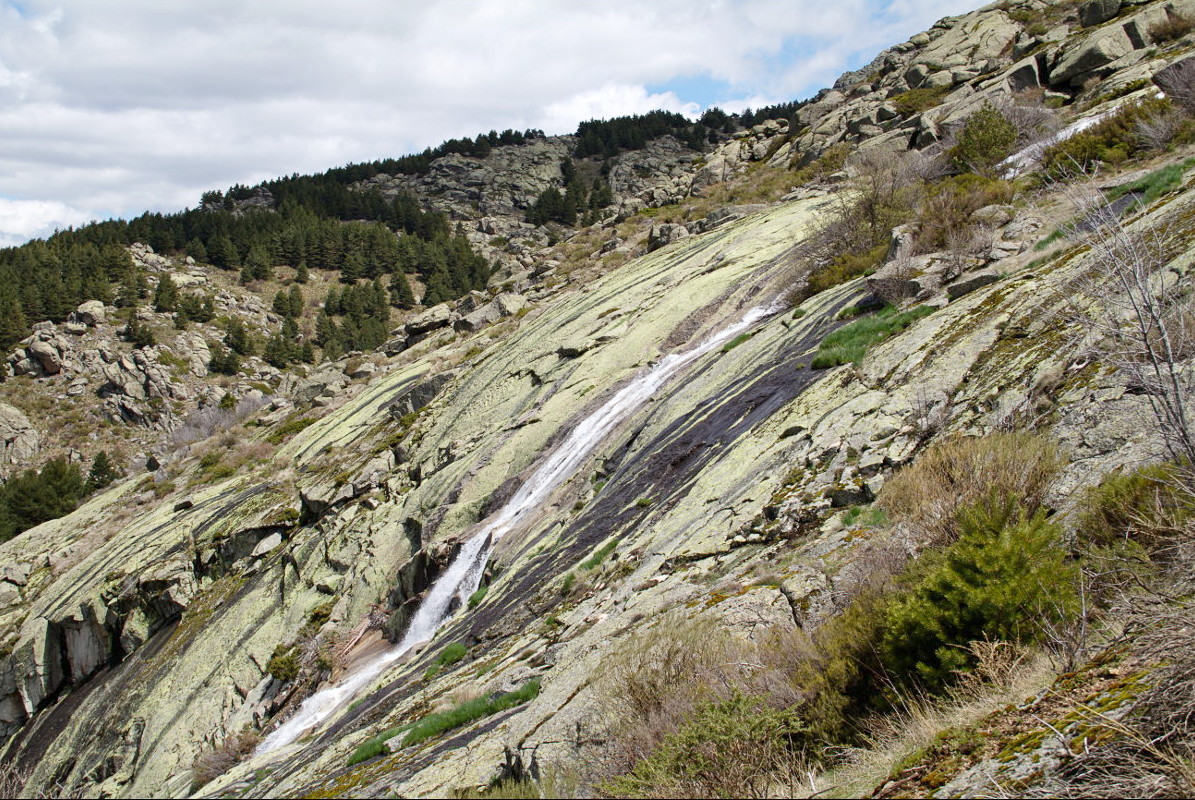
Chorro Grande, tramo medio.
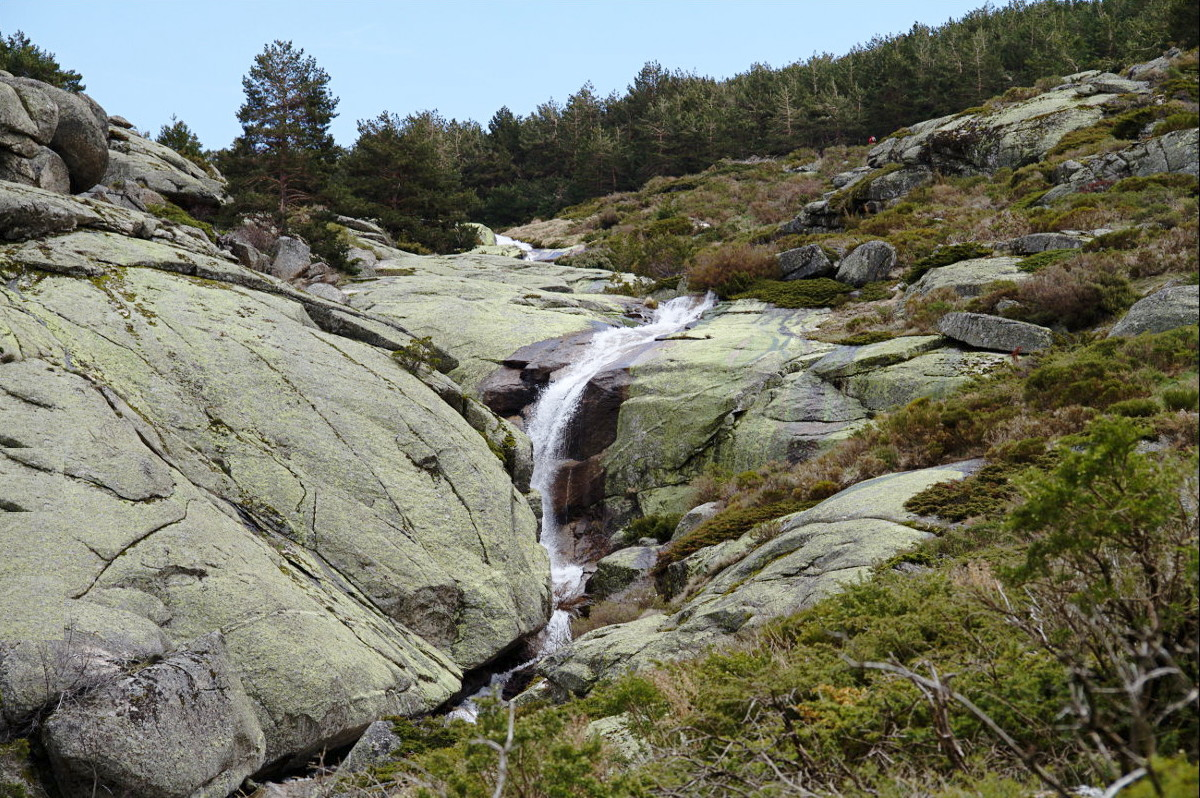
Chorro Grande, tramo alto.